# Бад-Дюрренберг
Бад-Дюрренберг (нім. Bad Dürrenberg) — місто в Німеччині, розташоване в землі Саксонія-Ангальт. Входить до складу району Заалє.
Площа — 36,13 км2. Населення становить 11 389 ос. (станом на 31 грудня 2021).